# Rea (Missouri)
Rea ist eine Gemeinde mit dem Status „City“ im Andrew County im US-Bundesstaat Missouri. Das U.S. Census Bureau hat bei der Volkszählung 2020 eine Einwohnerzahl von 46 ermittelt.

## Geographie
Die Koordinaten von Rea liegen bei 40°3'40" nördlicher Breite und 94°45'52" westlicher Länge.
Nach Angaben der United States Census 2010 erstreckt sich das Stadtgebiet von Rea über eine Fläche von 0,31 Quadratkilometer (0,12 sq mi). Das komplette Stadtgebiet befindet sich an Land.

## Bevölkerung

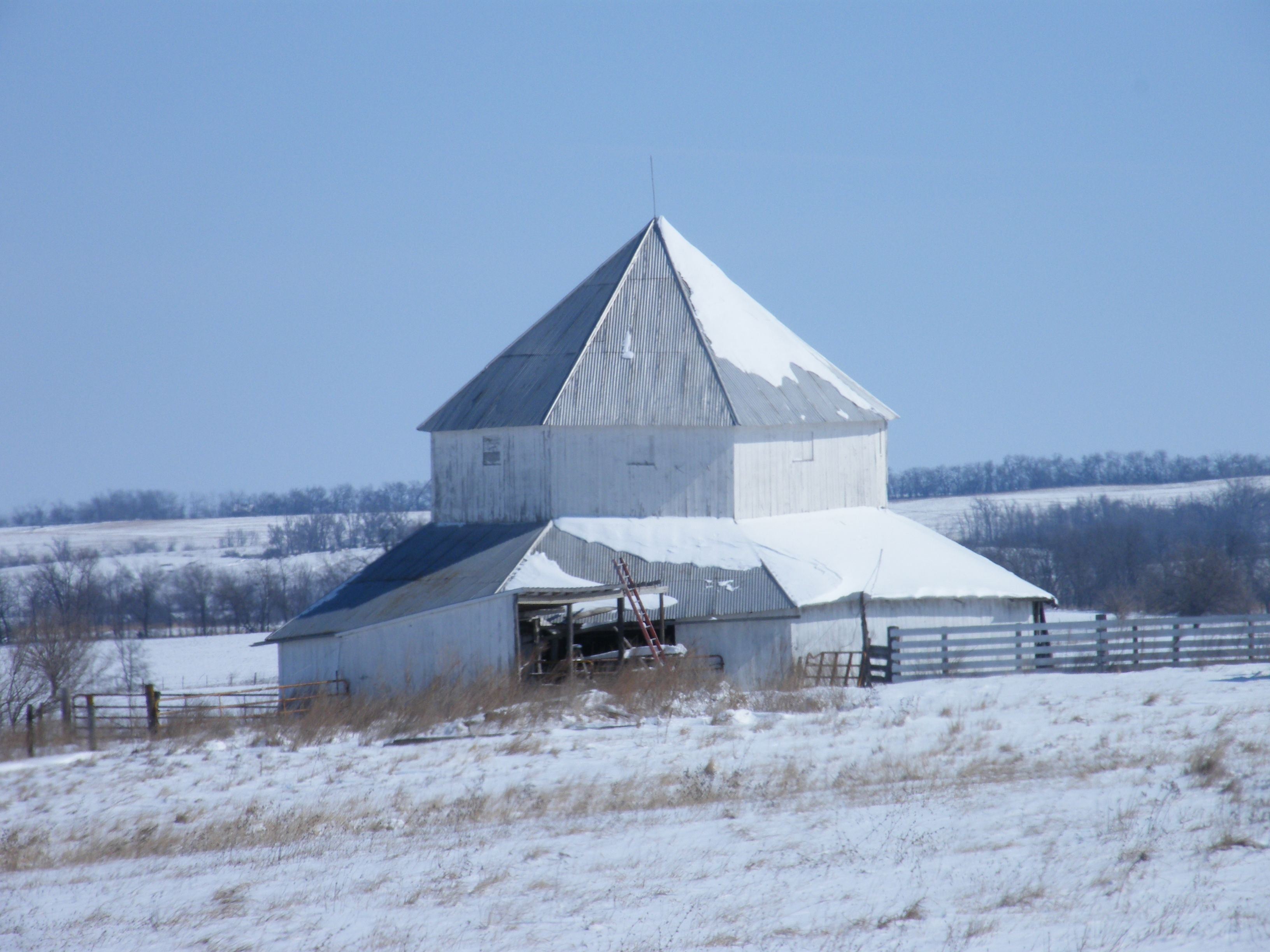
Im National Register of Historic Places gelistete achteckige Scheune

Nach der United States Census 2010 lebten in Rea 50 Menschen verteilt auf 25 Haushalte und 12 Familien. Die Bevölkerungsdichte betrug 161,3 Einwohner pro Quadratkilometer (416,7/sq mi).
Die Bevölkerung bestand 2010 zu 100 % aus Weißen und von den 25 Haushalten lebten in 20,0 % Familien mit Kindern unter 18, in 40,0 % der Haushalten lebten verheiratete Paare ohne Kinder, in 8,0 % der Haushalten lebten Personen unter 65 alleine und in 24,0 % der Haushalten lebten Personen über 65 alleine. Die durchschnittliche Haushaltsgröße bestand aus zwei Personen und die durchschnittliche Familiengröße betrug 2,75 Personen.
Von den 50 Einwohnern waren 18 % unter 18 Jahre, 4 % zwischen 18 und 24 Jahren, 20 % zwischen 25 und 44 Jahren, 32 % zwischen 45 und 64 Jahren und in 26 % der Menschen waren 65 Jahre oder älter. Das Durchschnittsalter betrug 49,3 Jahre und 48 % der Einwohner waren männlich.
Im Jahr 2000 betrug das durchschnittliche Einkommen für einen Haushalt in der Stadt 31.250 US-Dollar.